# Les Manuscrits ninja
Les Manuscrits ninja sont un roman de fiction écrit par Fūtarō Yamada, issu de la série qu'il a consacrée à Jūbei Mitsuyoshi Yagyū, Yagyū ninpō chō (柳生忍法帖, littéralement « Les Manuscrits ninja de Yagyū », 1964), dont la version française est publiée par Philippe Picquier sous la forme de deux tomes nommés Les Sept Lances d'Aizu et Les Sept Guerrières d'Hori.

## Histoire
En 1641, le clan Hondo, vassal du fief d'Aizu, se révolte contre son seigneur et quitte le pays pour se réfugier, pour la plupart des fuyards, dans des temples. Katō Akinari, le seigneur d'Aizu, obtient du shôgun la permission de traquer et exécuter les rebelles…

### Tome 1:Les Sept Lances d'Aizu
En chemin vers Edo où ces derniers doivent être mis à mort, le cortège, mené par les hommes de main du seigneur surnommés « les Sept Lances d'Aizu », fait un détour vers Kamakura, où se trouve le temple du Tôkeiji, refuge des femmes Hori. Les Sept Lances passeront outre l'interdiction de pénétrer à l'intérieur de l'enceinte spirituelle et y enlèvent les femmes Hori pour les exécuter devant leurs époux, pères ou frères. Sept d'entre elles sont sauvées par l'intervention de la princesse Sen, sœur du shôgun. Celle-ci les confie à Yagyū Jūbei Mitsuyoshi ainsi qu'au maître zen Takuan Sōhō, afin de les aider à se venger du pervers et démoniaque seigneur Katô. 
À la suite de la torture à mort des hommes Hori, les sept rescapées vont, grâce aux conseils, aux stratégies et à l'entraînement intensif que leur apportent leurs deux mentors, mais également grâce au hasard, faire mener une vie infernale aux tortionnaires de leurs proches. Elles réussiront même à éliminer une partie des Sept Lances d'Aizu, dont les survivants et leur seigneur, chaque jour plus humiliés, vont rapidement perdre leur sang-froid et décider de rentrer précipitamment en leur fief d'Aizu. Sur le chemin du retour, le seigneur Katô reçoit un énigmatique message d'avertissement…

### Tome 2:Les Sept Guerrières d'Hori
Les sept rescapées du clan Hori, auxquelles s'est rajoutée une huitième victime du dépravé seigneur Katô, sont sur la trace de ce dernier lors de son retour en Aizu. Parvenant là encore grâce aux stratagèmes de leurs deux maîtres de vengeance à pénétrer dans le territoire de leur ennemi, elles s'installeront dans sa capitale, Wakamatsu, dissimulées par la population locale excédée par les agissements de son seigneur. Toujours décidées à faire périr les rescapés des Sept Lances, les femmes redoubleront d'efforts afin de persécuter à distance le clan Katō, qui n'est en réalité qu'un « pantin » dont les ficelles sont tirées par les Ashina, dirigeants historiques du fief, tout aussi tyranniques. 
Nous découvrirons ainsi les secrets d'invulnérabilité d'Ashina Dōhaku, premier conseiller de Katō Akinari et père de son épouse. Par la ruse, il parviendra à faire sortir les conseillers des huit femmes de leur cachette et à les attirer dans la forteresse seigneuriale. Cependant, ceux-ci sont prêts à se sacrifier afin de permettre à leurs protégées d'accomplir leur vengeance, et tenteront le tout pour le tout afin d'éliminer les lignées seigneuriales. Un coup de pouce inattendu va d'ailleurs venir de celles-ci et leur assurer la victoire finale.

## Analyse de l'ouvrage
Yamada Futarō adopte un style littéraire plutôt clair et accessible, sans pour autant sacrifier le côté spectaculaire du récit. Les principales actions, même les plus brèves, sont longuement décrites, ce qui a pour but de permettre au lecteur de visualiser les différentes scènes « comme au cinéma ». Yamada réussit également à concilier deux visions contraires du récit : il n'épargne aucun détail sanglant ou morbide, ce qui permet au lecteur d'apprécier à sa juste valeur la cruauté des clans Katō et Ashina ; en parallèle, il n'hésite pas non plus à introduire des touches d'humour, donnant ainsi un côté plus léger à l'histoire. Il soulignera plusieurs fois, de cette manière, la bêtise des Sept Lances. De la même façon, il caricature à l'occasion le genre, par exemple lors de l'émasculation du seigneur Katō. 
Une analyse plus poussée de l'ouvrage l'assimile à « une allégorie passablement ironique et décalée de la voie radieuse de la Démocratie », mettant en jeu les libertés de parole et individuelle comme le féminisme.
Le roman est ancré dans la réalité historique : le fief d'Aizu, sa capitale Wakamatsu, ainsi que les noms de Jūbei Mitsuyoshi Yagyū, Sōhō Takuan, Katō Akinari, Nankōbō Tenkai, notamment, sont réels. 
Cet ouvrage est considéré comme l'un des romans les plus réussis et des plus populaires de Yamada Futarō, avec Kōga ninpō chō (甲賀忍法帖, Shinobi: Heart Under Blade/Basilisk).

## Personnages principaux

### Autour du clan Hori
- Hori Mondo : chef du clan exécuté par les Katō
- Jūbei Mitsuyoshi Yagyū : redoutable samouraï borgne et solitaire, maître d'armes du shôgun Iemitsu Tokugawa, conseiller et formateur stratégique des sept guerrières, intervenant caché par un masque de hannya.
- Sōhō Takuan : bonze malicieux et dévoué, maître spirituel de Iemitsu, il donne notamment le refuge aux rescapées au sein de son temple.
- les Guerrières :
  - O-Chie : fille unique d'Hori Mondo
  - O-Fue : servante d'O-Chie, au fort tempérament
  - O-Sawa : fille de Matahachirō Tagai, frère d'Hori Mondo
  - Sakura : fille de Shōbei Manabe, frère d'Hori Mondo
  - O-Kei : épouse de Jūsaburō Inaba, vassal
  - O-Shina : femme d'Hansaku Kanemaru, vassal
  - O-Tori : fille de Fuden Itakura, « de la parentèle de Mondo »
  - O-Tone : fille d'un aubergiste, capturée par Katō Akinari lors de son retour en Aizu

### Autour du clan Ashina
- Katō Akinari : seigneur d'Aizu, intermédiaire des Ashina, aime à faire souffrir les femmes
- Ashina Dōhaku (né Hōtarō) : conseiller de Katō Akinari, tout aussi pervers que celui-ci, véritable dirigeant du fief, est doué d'invincibilité
- O-Yura : fille d'Ashina Dōhaku et épouse de Katō Akinari
- les Sept Lances :
  - Gusoku Jōnoshin et ses chiens : Tenmaru, Chimaru, Kazemaru
  - Washinosu Rensuke, colosse doté d'une force extraordinaire
  - Daidōji Tessai et sa serpe à longue chaîne
  - Shiba Ichiganbō, lui aussi borgne, et son fouet en cuir à longueur variable
  - Kōro Ginshirō, plus jeune membre des Sept Lances et son « filet de brouillard »
  - Hiraga Magobē et sa lance de trois ken (soit environ 5,50 mètres)
  - Urushido Kōshichirō, ayant perdu son bras gauche, tue une fleur à la bouche, redouté pour sa maîtrise du sabre long

### Autres
Ces personnages sont peu présents dans le récit mais y tiennent une importance capitale.
- Princesse Sen, ou Tenju-in : petite-fille du shôgun Tokugawa Ieyasu puis épouse en premières noces de Toyotomi Hideyori, désormais bonzesse au grand pouvoir politique, mère de Tenshū-ni, supérieure du temple Tōkeiji, elle est la protectrice des sept rescapées d'Hori
- Nankōbō Tenkai (né Ashina Hyōtarō) : maître spirituel du shōgun Ieyasu, frère jumeau d'Ashina Dōhaku, lui aussi doué d'invincibilité